# Lithurgus atratiformis
Lithurgus atratiformis là một loài Hymenoptera trong họ Megachilidae. Loài này được Cockerell mô tả khoa học năm 1905.